# Verbond van els en vogelkers
Het verbond van els vogelkers (Alno-Padion) is een verbond uit de orde van eiken- en beukenbossen op voedselrijke grond (Fagetalia sylvaticae). Het verbond omvat plantengemeenschappen die voorkomen op jonge, voedselrijke bodems met een goede watervoorziening en die gekenmerkt wordt door een zeer rijke structuur en een diverse bosflora.
Het verbond telt in Nederland en Vlaanderen vijf onderliggende associaties in twee onderverbonden.

## Naamgeving en codering
- Frans: Forêts alluviales à Alnus glutinosa et Fraxinus excelsior
- Duits: Erlen- und Eschenwälder und Weichholzauenwälder an Fließgewässern
- Engels: Alluvial forests with Alnus glutinosa and Fraxinus excelsior
- Syntaxoncode voor Nederland (rVvN): r46Aa

De wetenschappelijke naam Alno-Padion is afgeleid van de botanische naam van zwarte els (Alnus glutinosa) en een synoniem van gewone vogelkers (Prunus padus syn. Padus avium).

## Fysiognomie
Het verbond van els en vogelkers kent in de Lage Landen een duidelijk gelaagde structuur met een hoog opgaande boomlaag, met dominantie van loofbomen, een zeer goed ontwikkelde en soortenrijke struiklaag, een kruidlaag met voorjaarsbloeiers en ruigtekruiden en een eveneens goed ontwikkelde moslaag.

## Ecologie
Het verbond van els en vogelkers omvat hoog opgaande, zeer goed gestructureerde gemengde zomergroene loofbossen op jonge, voedselrijke bodems met een goede vochtvoorziening. De bodem kan periodisch overstromen of kent een zeer variabele grondwaterspiegel en wordt daardoor continu verrijkt. Organisch materiaal (humus) wordt snel afgebroken.

## Onderliggende syntaxa in Nederland en Vlaanderen
Het verbond van els en vogelkers wordt in Nederland en Vlaanderen vertegenwoordigd door vijf associaties. De associaties uit dit verbond worden door verscheidene opvattingen nog onderverdeeld bij twee onderverbonden die hoofdzakelijk het verschil in de bodemsamenstelling weerspiegelen.
- - onderverbond Ulmenion carpinifoliae
    - abelen-iepenbos (Violo odoratae-Ulmetum)
    - essen-iepenbos (Fraxino-Ulmetum)
    - meidoorn-berkenbos (Crataego-Betuletum)

  - onderverbond Circaeo-Alnenion
    - goudveil-essenbos (Carici remotae-Fraxinetum)
    - vogelkers-essenbos (Pruno-Fraxinetum)

### OnderverbondUlmenion carpinifoliae
Een onderverbond typisch voor klei- en leemgronden, soms op zandgronden, en met als kensoorten de gladde iep (Ulmus minor, syn. U. carpinifolia), de gewone esdoorn, de paardenkastanje, en voorjaarsbloeiers als het sneeuwklokje, de wilde hyacint en de bostulp. De syntaxoncode voor Nederland is 43Aa'.

### OnderverbondCircaeo-Alnenion
Een onderverbond dat vooral voorkomt op vochtige tot natte, humeuze zandgronden in beekvalleien, dikwijls direct bevloeid door de beek of door basenrijk grondwater, en met als kensoorten de zwarte els (Alnus glutinosa), de Gelderse roos, de wilde kamperfoelie, de framboos , de gewone engelwortel en de wijfjesvaren. De syntaxoncode voor Nederland is 43Aa".

## Romp- en derivaatgemeenschappen
Het verbond telt een tiental rompgemeenschappen, vegetatietypes die enkel kensoorten en differentiërende soorten bezit van een hoger syntaxonomisch niveau dan de associatie, samen met nog begeleidende soorten. Drie rompgemeenschappen worden hier verder beschreven.

### Rompgemeenschap van fluitenkruid
De rompgemeenschap van fluitenkruid (RG Anthriscus sylvestris-[Ulmenion carpinifoliae]) is een rompgemeenschap van het onderverbond Ulmenion carpinifoliae. Het is een jonge gemeenschap op eerder lichte bodem, vooral te vinden in populierenaanplant op de landzijde van rivierdijken, waarvan de ondergroei regelmatig wordt gemaaid.
De ondergroei wordt gedomineerd door fluitenkruid (Anthriscus sylvestris), in de lente vergezeld door gewoon speenkruid. Ook grote brandnetel, kleefkruid, hondsdraf en gewone berenklauw komen frequent voor. De boomlaag bestaat vooral uit canadapopulier, gewone es en gladde iep.
De syntaxoncode voor Nederland (rVvN) is r46RG01.

### Rompgemeenschap van grote brandnetel
De rompgemeenschap van grote brandnetel (RG Urtica dioica-[Ulmenion carpinifoliae]) is eveneens een rompgemeenschap van het onderverbond Ulmenion carpinifoliae. Het komt voor op goed gedraineerde of hogergelegen plaatsen in valleigronden en in zoetwatergetijdegebieden. Het zijn meestal jonge gemeenschappen, ontstaan als aanplantingen van wilg of populier, of uit voormalige wilgenopslag die is afgesneden van de onmiddellijke invloed van het rivierwater.
De grote brandnetel (Urtica dioica) is steeds aanwezig en dikwijls dominant. De gemeenschap kan van andere onderscheiden worden door de aanwezigheid van wilgen als schietwilg, amandelwilg en katwilg in de boom- en struiklaag, nitrofiele soorten als grote brandnetel, dauwbraam, haagwinde, gewone smeerwortel, kleefkruid, hondsdraf en ruw beemdgras en moerasplanten als lidrus, moerasspirea, liesgras, bitterzoet, grote kattenstaart in de ondergroei.
De syntaxoncode voor Nederland (rVvN) is r46RG05, BWK-karteringseenheden voor Vlaanderen is het nitrofiel alluviaal elzenbos (vn).

### Gemeenschap van canadapopulier en schaafstro
De gemeenschap van canadapopulier en schaafstro (RG Urtica dioica-[Circaeo-Alnenion]) is een rompgemeenschap uit het onderverbond Circaeo-Alnenion. Het is te vinden als populierenaanplant op de landzijde van dijken langs de grote rivieren en in kleinere beekvalleien, op natte, lemige, kleiige of venige bodems. Het ontstaat ook spontaan in gedraineerde elzenbroeken.
Ook hier is de grote brandnetel (Urtica dioica) zeer abundant tot dominant. Differentiërende soorten tegenover andere rompgemeenschappen in het onderverbond zijn de zwarte els in de boomlaag, Gelderse roos, hazelaar, gewone vlier, gewone vogelkers en wilde lijsterbes in de struiklaag en wilde kamperfoelie, framboos, wijfjesvaren, ijle zegge, ruwe smele, koninginnenkruid, hop, gewone braam, dagkoekoeksbloem, bosandoorn, drienerfmuur, schaduwgras, kleefkruid, hondsdraf en ruw beemdgras in de kruidlaag.
De syntaxoncode voor Nederland is 43RG02, BWK-karteringseenheden voor Vlaanderen is eveneens het nitrofiel alluviaal elzenbos (vn).

## Diagnostische taxa voor Nederland en Vlaanderen

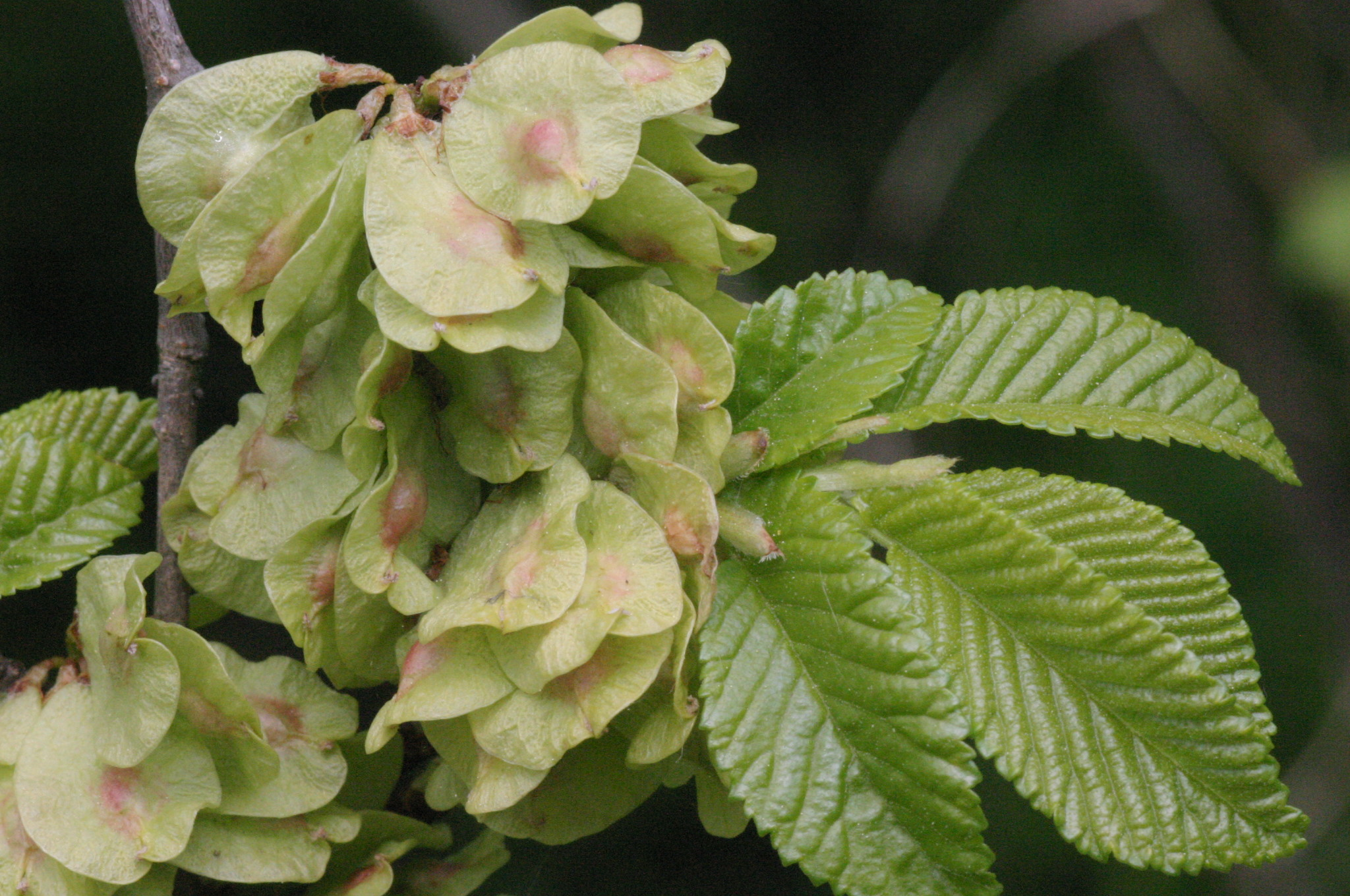
Gladde iep

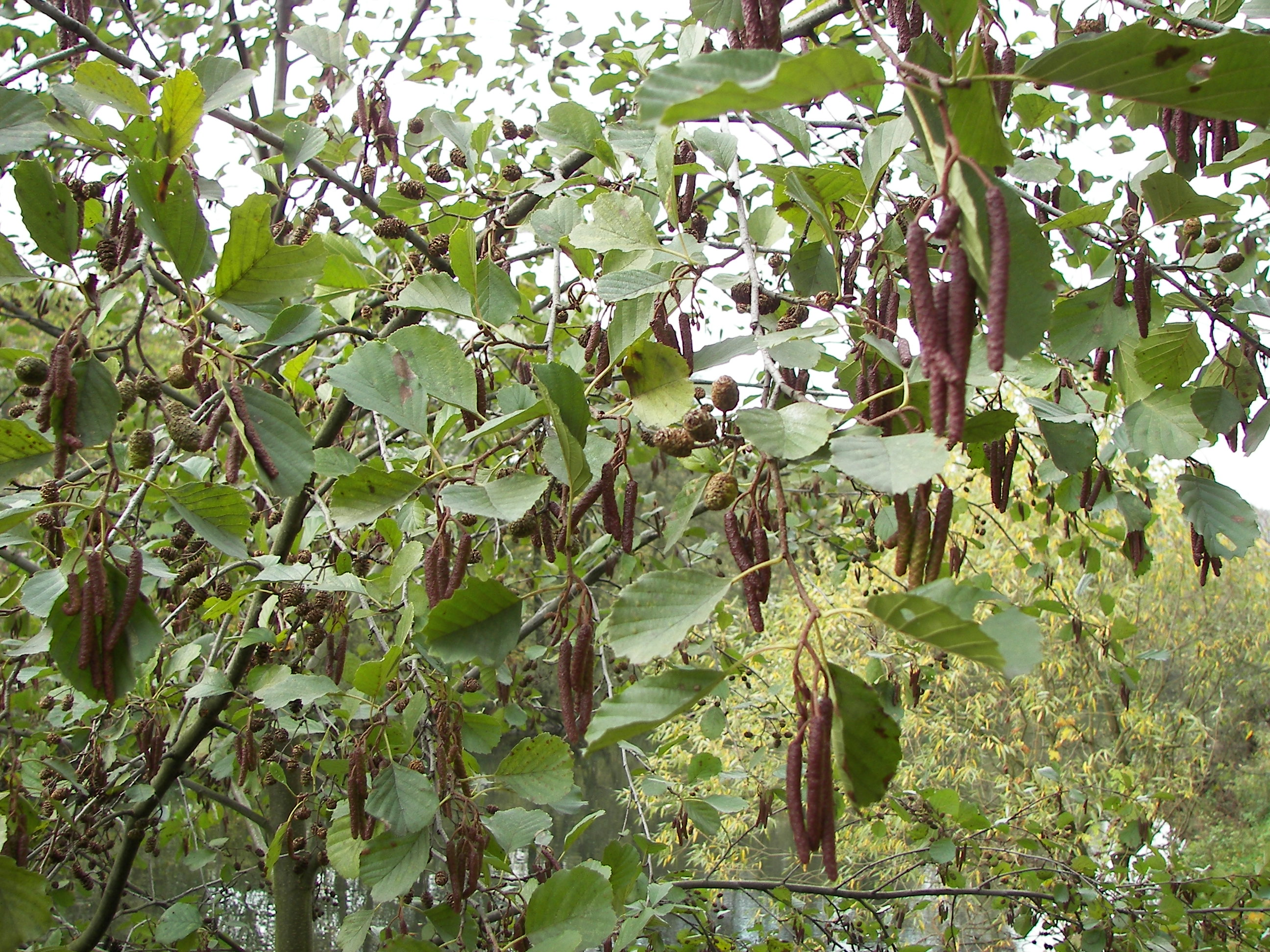
Zwarte els

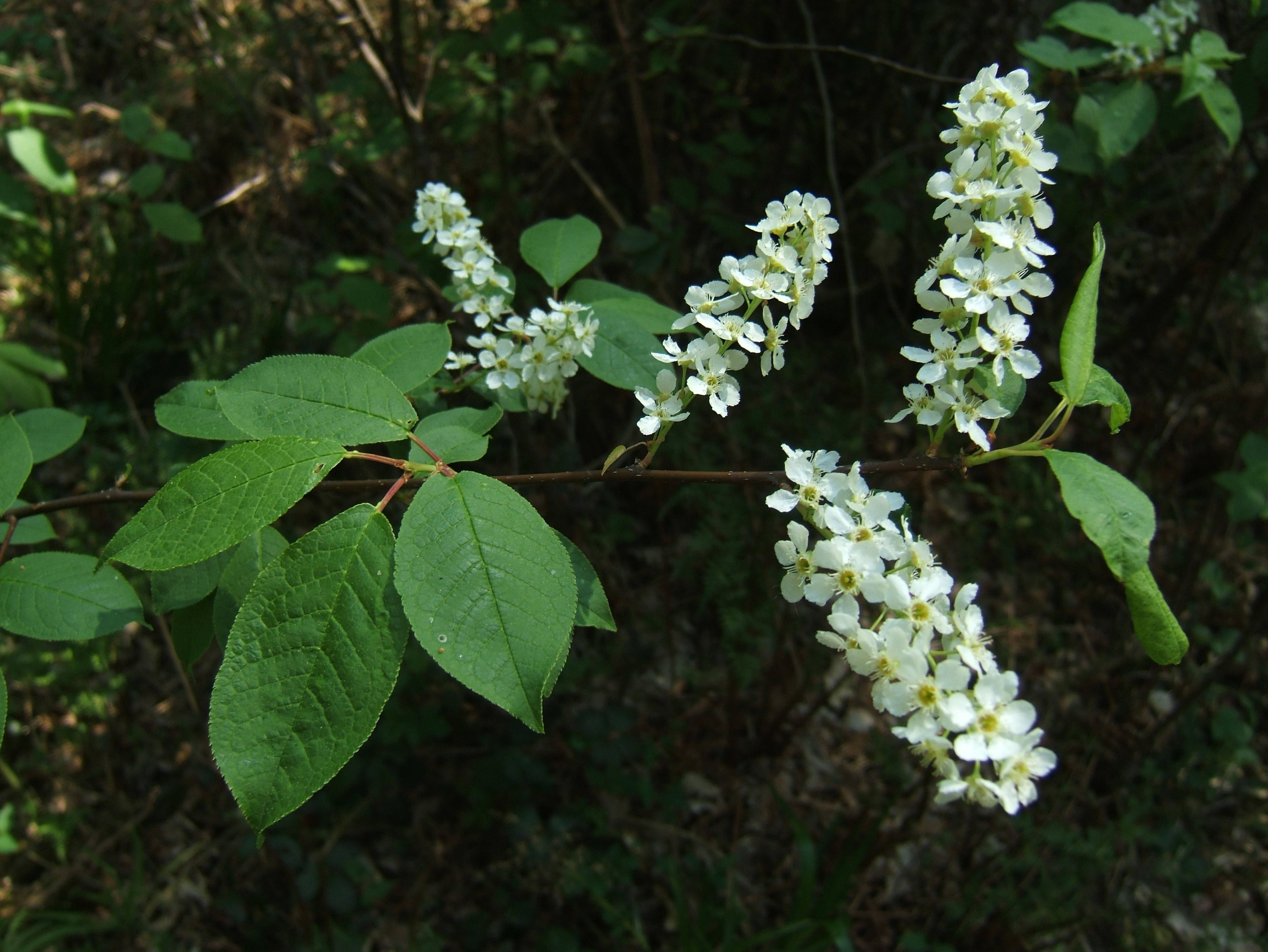
Gewone vogelkers

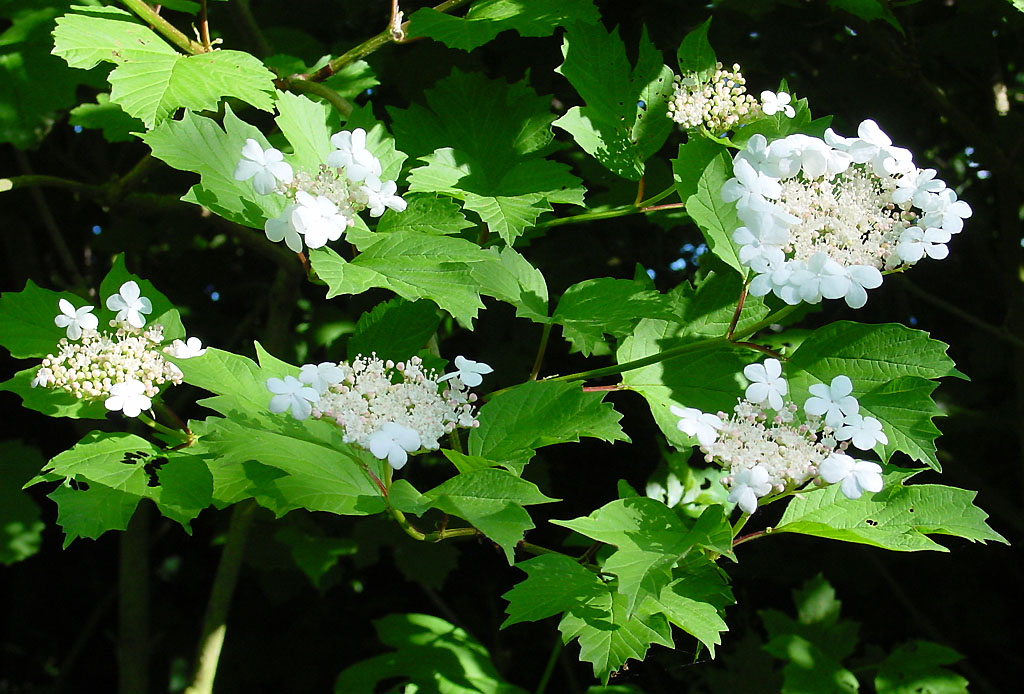
Gelderse roos

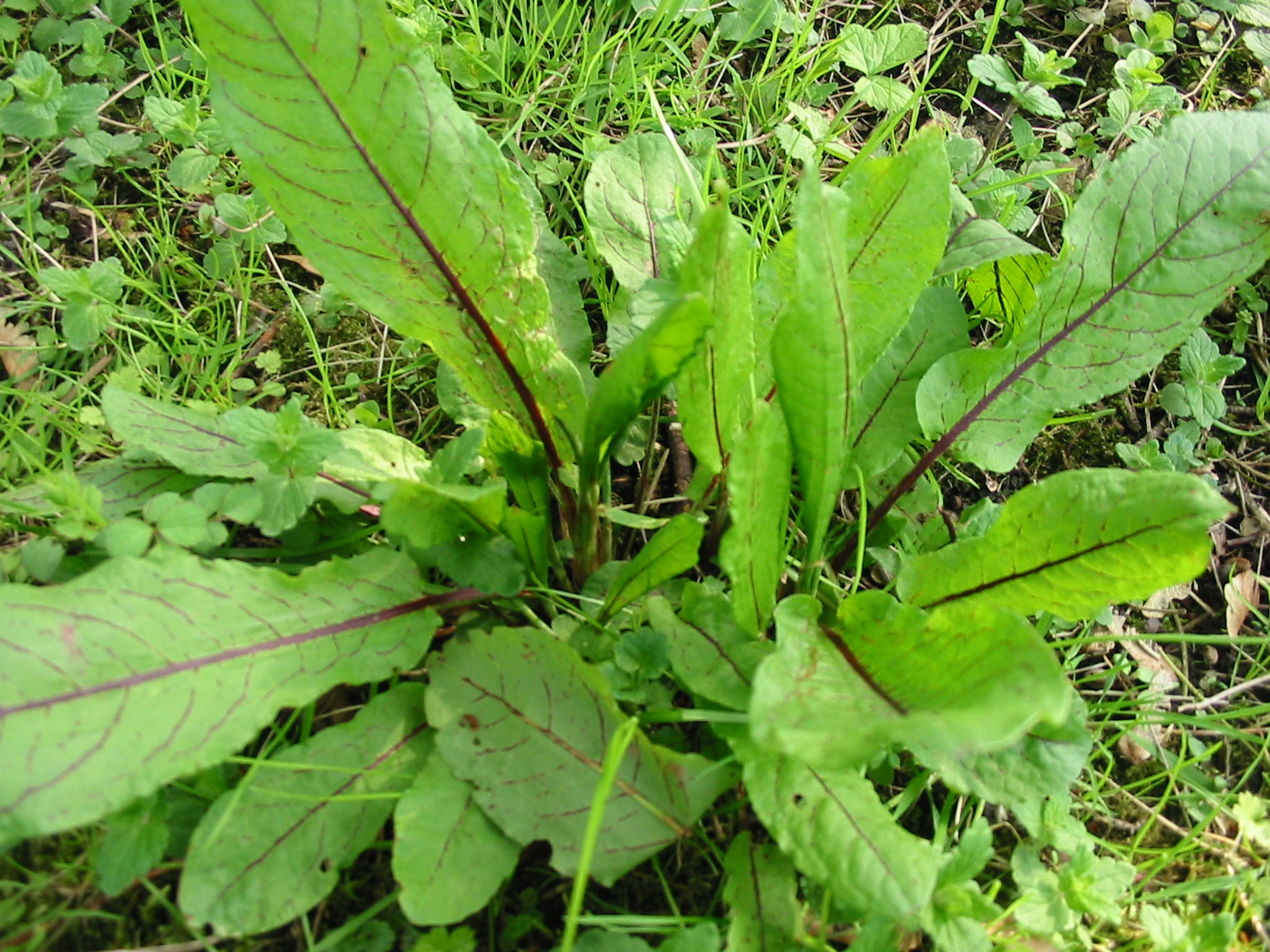
Bloedzuring

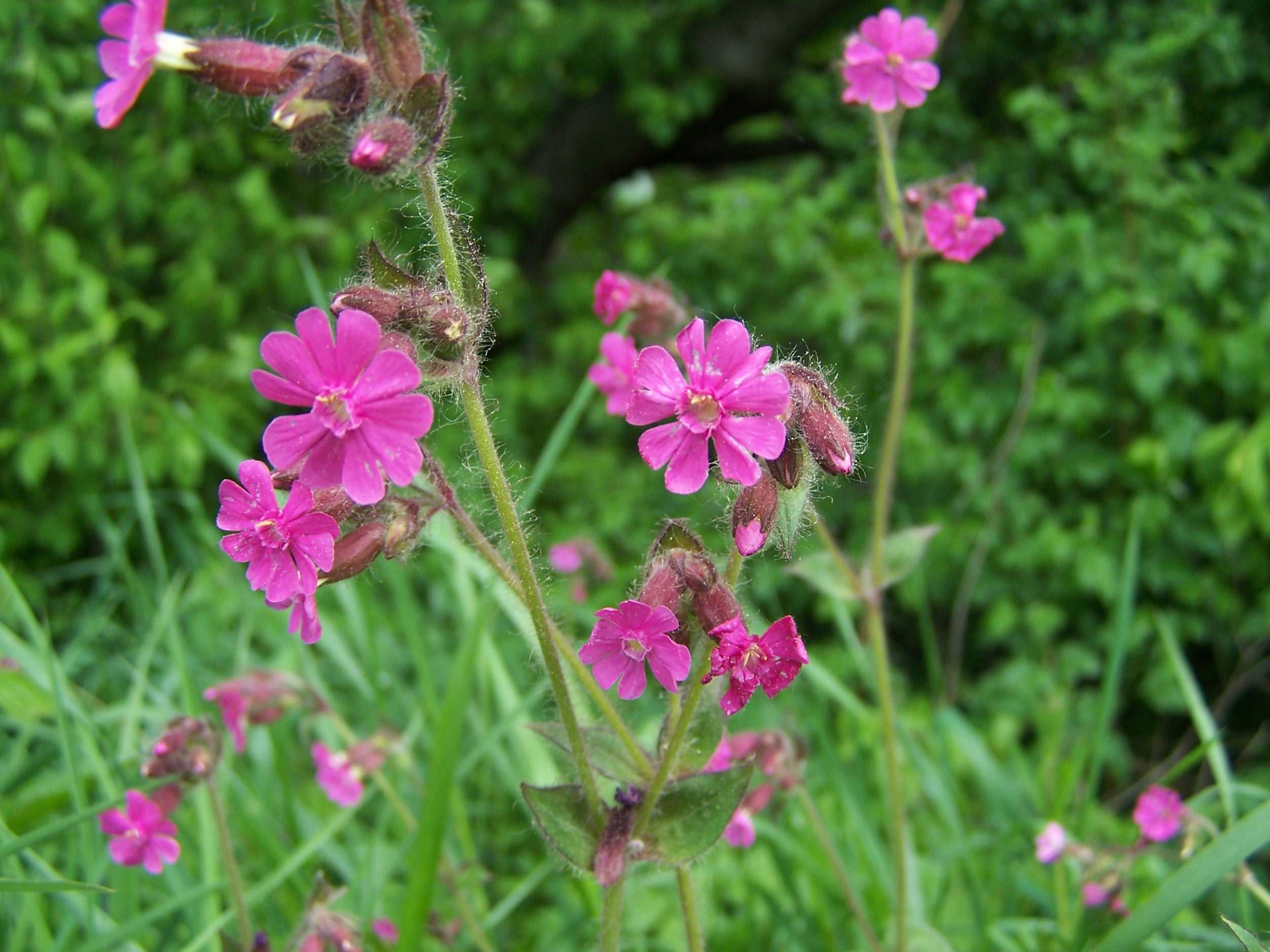
Dagkoekoeksbloem

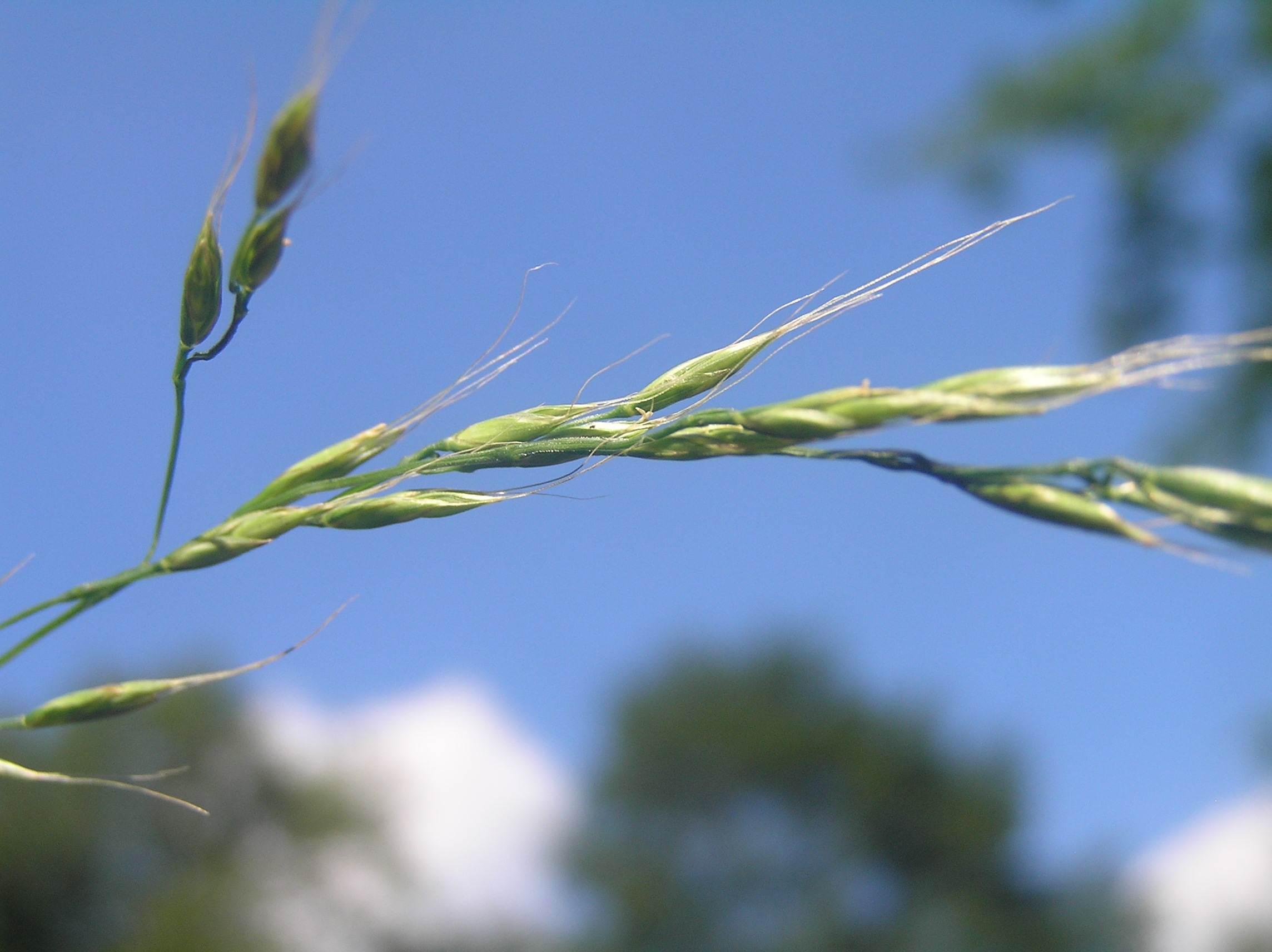
Reuzenzwenkgras

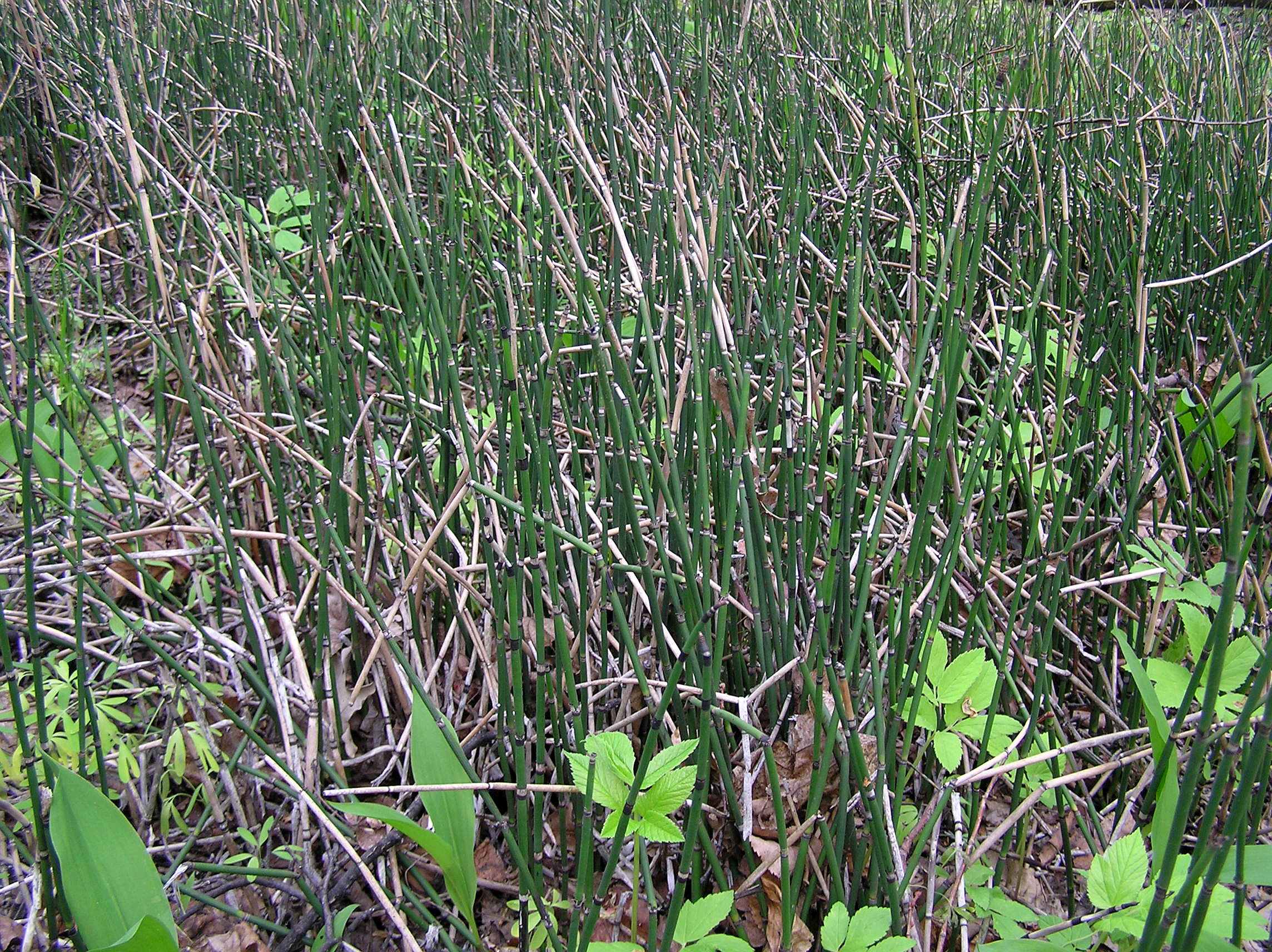
Schaafstro

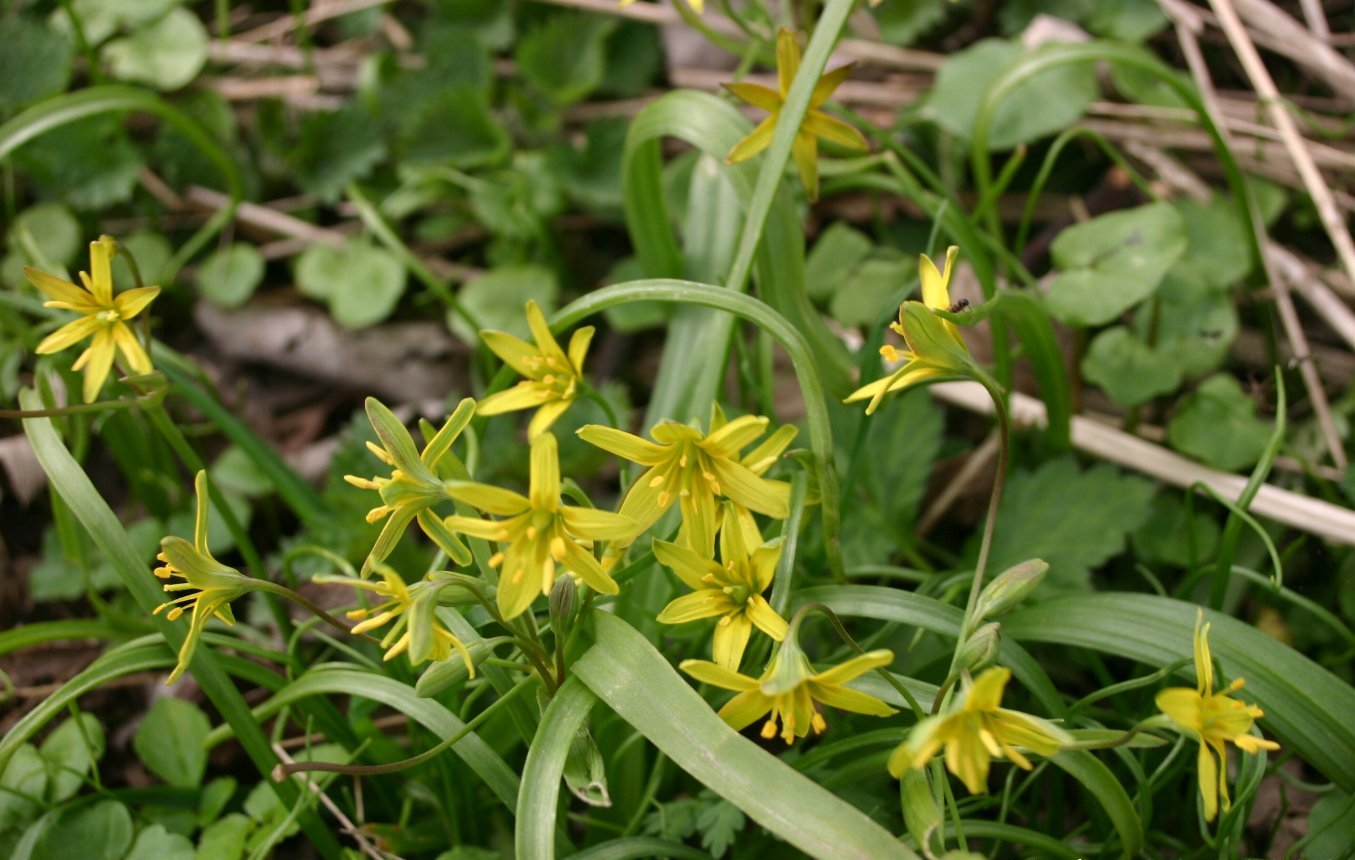
Bosgeelster

Het verbond heeft als belangrijkste kensoorten in Nederland en Vlaanderen de gewone vogelkers, het reuzenzwenkgras, de bloedzuring en de dagkoekoeksbloem.
Het kan onderscheiden worden van het haagbeuken-verbond, de climaxvegetatie, door de aanwezigheid van onder andere grote brandnetel, zevenblad, hondsdraf en de kruipende boterbloem.
De kensoorten en differentiërende soorten voor Nederland en Vlaanderen zijn:
Boomlaag
| Kentaxon | Diff.soort | Presentie | Triviale naam   | Botanische naam        | Opmerking                           |
| -------- | ---------- | --------- | --------------- | ---------------------- | ----------------------------------- |
| kV       |            |           | gewone esdoorn  | Acer pseudoplatanus    | Onderverbond Ulmenion carpinifoliae |
| kV       |            |           | gladde iep      | Ulmus minor            | Onderverbond Ulmenion carpinifoliae |
| kV       |            |           | paardenkastanje | Aesculus hippocastanum | Onderverbond Ulmenion carpinifoliae |
| kV       |            |           | zwarte els      | Alnus glutinosa        | Onderverbond Circaeo-Alnenion       |

Struiklaag
| Kentaxon | Diff.soort | Presentie | Triviale naam    | Botanische naam | Opmerking                     |
| -------- | ---------- | --------- | ---------------- | --------------- | ----------------------------- |
| kV       |            | 20 > 50%  | gewone vogelkers | Prunus padus    |                               |
| kV       |            |           | Gelderse roos    | Viburnum opulus | Onderverbond Circaeo-Alnenion |

Kruidlaag
| Kentaxon | Diff.soort | Presentie | Triviale naam        | Botanische naam                     | Opmerking                               |
| -------- | ---------- | --------- | -------------------- | ----------------------------------- | --------------------------------------- |
| kV       |            | 0 > 40%   | bloedzuring          | Rumex sanguineus                    |                                         |
| kV       |            | 0 > 40%   | dagkoekoeksbloem     | Silene dioica                       |                                         |
| kV       |            | 0 > 30%   | reuzenzwenkgras      | Festuca gigantea                    |                                         |
| kV       |            |           | hondstarwegras       | Elymus caninus                      |                                         |
| kV       |            |           | schaafstro           | Equisetum hyemale                   |                                         |
| kV       |            |           | bosgeelster          | Gagea lutea                         |                                         |
| kV       |            |           | bosklimopereprijs    | Veronica hederifolia subsp. lucorum | het onderverbond Ulmenion carpinifoliae |
| kV       |            |           | gewoon sneeuwklokje  | Galanthus nivalis                   | het onderverbond Ulmenion carpinifoliae |
| kV       |            |           | wilde hyacint        | Hyacinthoides non-scripta           | het onderverbond Ulmenion carpinifoliae |
| kV       |            |           | Italiaanse aronskelk | Arum italicum                       | het onderverbond Ulmenion carpinifoliae |
| kV       |            |           | bostulp              | Tulipa sylvestris                   | het onderverbond Ulmenion carpinifoliae |
| kV       |            |           | holwortel            | Corydalis cava                      | het onderverbond Ulmenion carpinifoliae |
| kV       |            |           | wilde kamperfoelie   | Lonicera periclymenum               | het onderverbond Circaeo-Alnenion       |
| kV       |            |           | framboos             | Rubus idaeus                        | het onderverbond Circaeo-Alnenion       |
| kV       |            |           | gewone engelwortel   | Angelica sylvestris                 | het onderverbond Circaeo-Alnenion       |
| kV       |            |           | wijfjesvaren         | Athyrium felix-femina               | het onderverbond Circaeo-Alnenion       |
| kV       |            |           | pinksterbloem        | Cardamine pratensis                 | het onderverbond Circaeo-Alnenion       |
| kV       |            |           | ijle zegge           | Carex remota                        | het onderverbond Circaeo-Alnenion       |
| kV       |            |           | ruwe smele           | Deschampsia cespitosa               | het onderverbond Circaeo-Alnenion       |
| kV       |            |           | moerasspirea         | Filipendula ulmaria                 | het onderverbond Circaeo-Alnenion       |
| kV       |            |           | echte valeriaan      | Valeriana officinalis               | het onderverbond Circaeo-Alnenion       |
| kV       |            |           | grote kattenstaart   | Lythrum salicaria                   | het onderverbond Circaeo-Alnenion       |
| kV       |            |           | koninginnekruid      | Eupatorium cannabinum               | het onderverbond Circaeo-Alnenion       |
| kV       |            |           | groot springzaad     | Impatiens noli-tangere              | het onderverbond Circaeo-Alnenion       |
| kV       |            |           | grote wederik        | Lysimachia vulgaris                 | het onderverbond Circaeo-Alnenion       |
|          | dV         |           | grote brandnetel     | Urtica dioica                       | t.o.v. het haagbeuken-verbond           |
|          | dV         |           | zevenblad            | Aegopodium podagraria               | t.o.v. het haagbeuken-verbond           |
|          | dV         |           | hop                  | Humulus lupulus                     | t.o.v. het haagbeuken-verbond           |
|          | dV         |           | ruw beemdgras        | Poa trivialis                       | t.o.v. het haagbeuken-verbond           |
|          | dV         |           | hondsdraf            | Glechoma hederacea                  | t.o.v. het haagbeuken-verbond           |
|          | dV         |           | kruipende boterbloem | Ranunculus repens                   | t.o.v. het haagbeuken-verbond           |

Moslaag
Geen kensoorten

## Fotogalerij

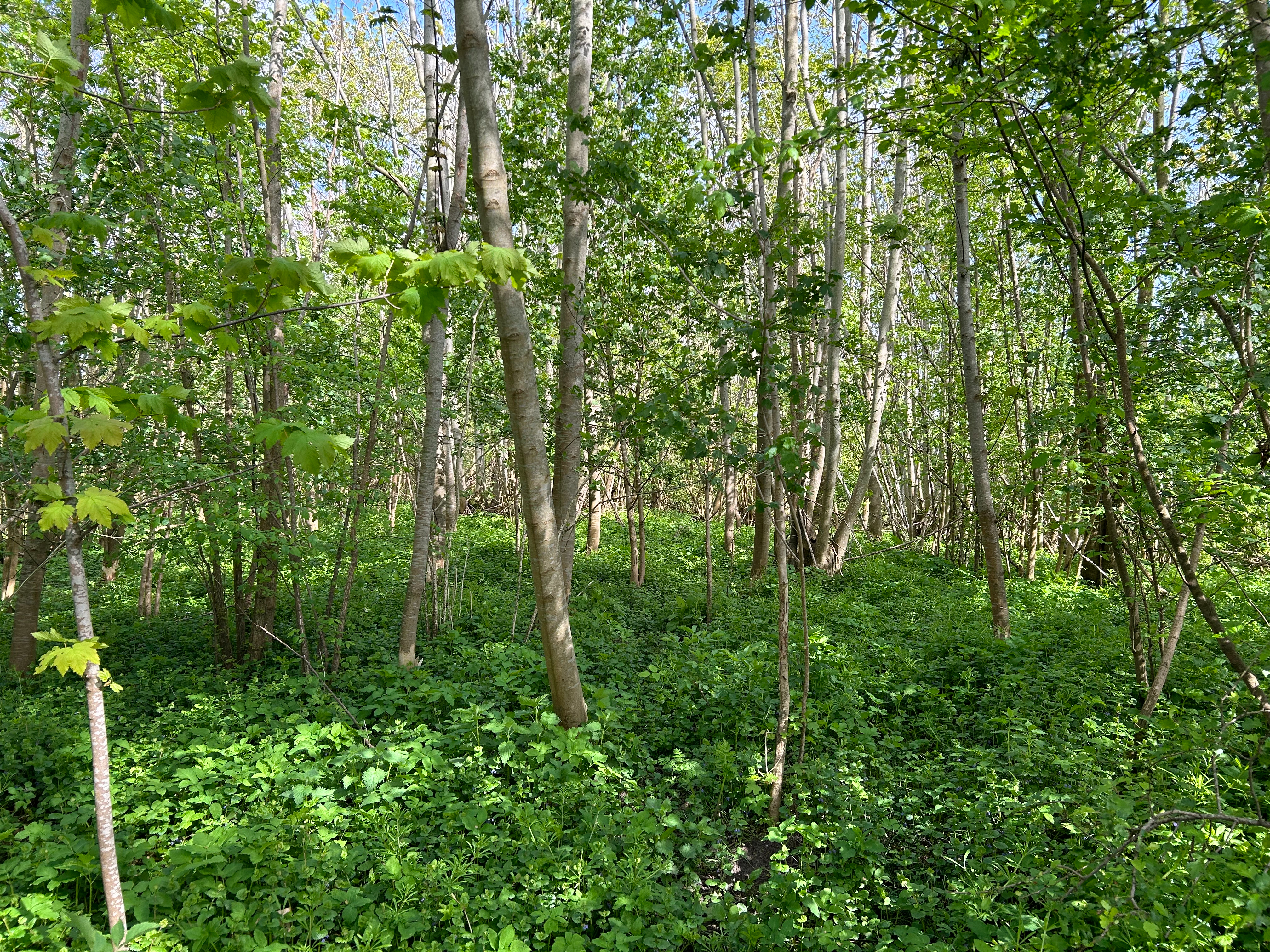
Een voorjaarsaspect van het abelen-iepenbos
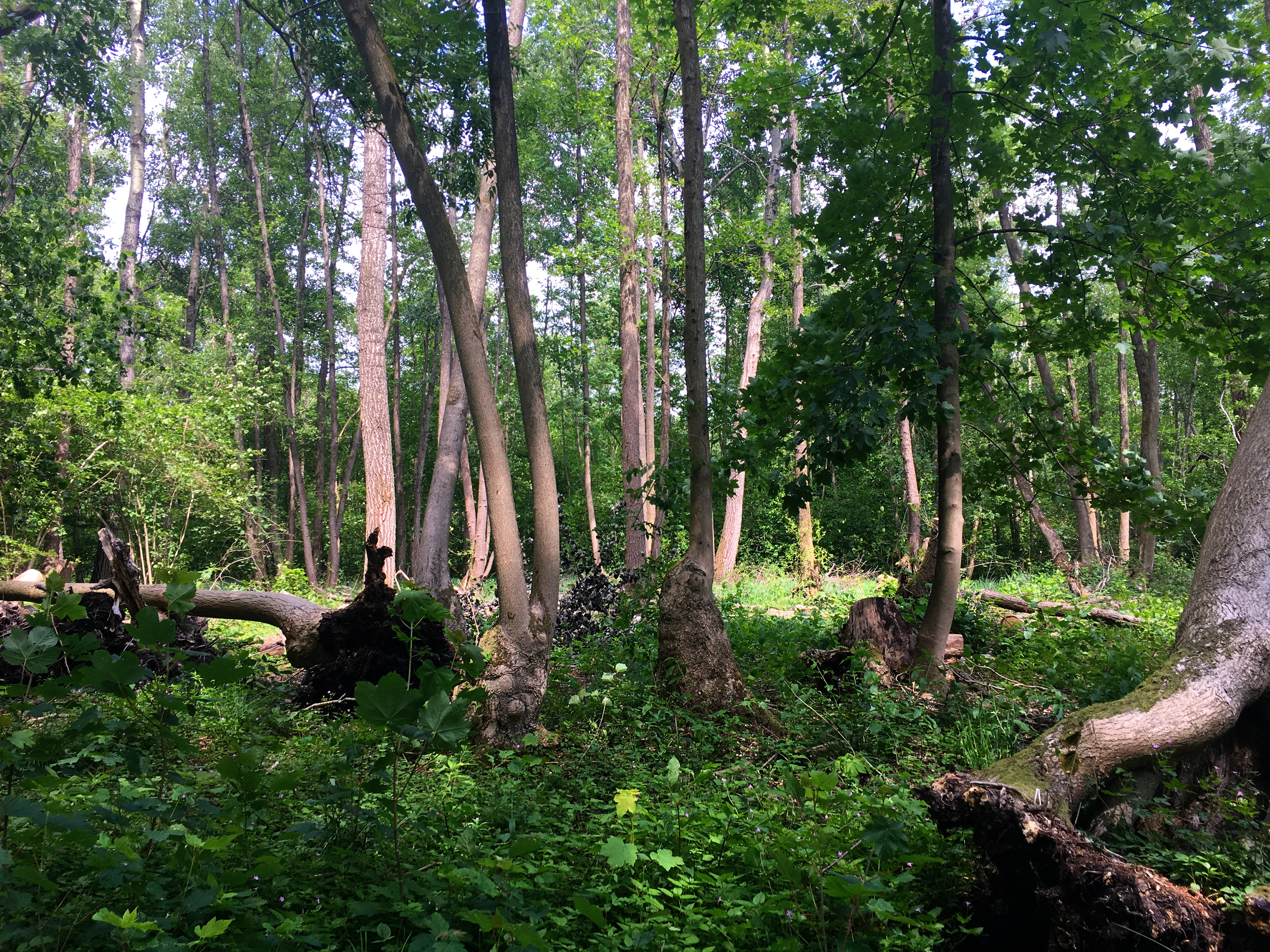
Een oud vogelkers-essenbos met een hakhoutverleden